# Powiat wieluński
Powiat wieluński – powiat w Polsce (województwo łódzkie), utworzony w 1999 roku w ramach reformy administracyjnej. Jego siedzibą jest miasto Wieluń.

## Historia
Utworzony w XIV wieku powstał na obszarze historycznej ziemi rudzkiej (wieluńskiej), istniejącej już od XIV w. Terytorialne ukształtowanie się powiatów zależało wówczas od miejsca odbywania się sądów, te zaś odbywały się w miejscach bardziej zaludnionych. Na przestrzeni wieków granice powiatu ulegały zmianom. W czasie okupacji hitlerowskiej został wcielony do III Rzeszy. Po wojnie odbudowano administrację powiatową wedle stanu z 1939 r. Kolejne zmiany, a zarazem duży cios ukształtowanej przez stulecia wspólnocie kulturalnej, ekonomicznej i społecznej, jaką na przestrzeni blisko ośmiu wieków była ziemia wieluńska, zadała reforma podziału administracyjnego państwa z 1 czerwca 1975 r. Powiat wieluński przestał istnieć, a jego obszar znalazł się w granicach dwóch województw: sieradzkiego i częstochowskiego.

## Podział administracyjny
W skład powiatu wchodzą:
- miasta: Osjaków, Wieluń
- gminy miejsko-wiejskie: Osjaków, Wieluń
- gminy wiejskie: Biała, Czarnożyły, Konopnica, Mokrsko, Ostrówek, Pątnów, Skomlin i Wierzchlas.

Powiat wieluński graniczy z pięcioma powiatami województwa łódzkiego: wieruszowskim, sieradzkim, łaskim, bełchatowskim i pajęczańskim, z jednym powiatem województwa śląskiego: kłobuckim oraz z jednym powiatem województwa opolskiego: oleskim.
| Herb | Gmina      | Siedziba    | Ludność | Powierzchnia |
| ---- | ---------- | ----------- | ------- | ------------ |
|      | Biała      | Biała Druga | 5299    | 74,0 km2     |
|      | Czarnożyły | Czarnożyły  | 4370    | 69,9 km2     |
|      | Konopnica  | Konopnica   | 3533    | 83,1 km2     |
|      | Mokrsko    | Mokrsko     | 5052    | 77,7 km2     |
|      | Osjaków    | Osjaków     | 4637    | 101,1 km2    |
|      | Ostrówek   | Ostrówek    | 4375    | 101,2 km2    |
|      | Pątnów     | Pątnów      | 6191    | 114,6 km2    |
|      | Skomlin    | Skomlin     | 3201    | 55,2 km2     |
|      | Wieluń     | Wieluń      | 29525   | 130,7 km2    |
|      | Wierzchlas | Wierzchlas  | 6403    | 118,9 km2    |

## Demografia
Liczba ludności (dane z 31 grudnia 2023):
|        | Ogółem | Ogółem | Kobiety | Kobiety | Mężczyźni | Mężczyźni |
| osób   | %      | osób   | %       | osób    | %         |           |
| ------ | ------ | ------ | ------- | ------- | --------- | --------- |
| Ogółem | 72 586 | 100    | 37 139  | 51,17   | 35 447    | 48,83     |
| Miasto | 20 448 | 28,17  | 10 919  | 15,04   | 9529      | 13,13     |
| Wieś   | 52 138 | 71,83  | 26 220  | 36,12   | 25 918    | 35,71     |

▶Wieś vs ▶miasto
Ogółem (▶k, ▶m)
Miasto (▶k, ▶m)
Wieś (▶k, ▶m)
|  |  |

## Gospodarka

### Surowce
Na terenie powiatu wieluńskiego znajduje się część złoża węgla brunatnego o zasobności ok. 490 mln ton. Złoże nosi nazwę „Złoczew” i zlokalizowane jest 20 km na północ od Wielunia, na terenie gmin: Ostrówek, Złoczew i Burzenin (na pograniczu powiatów wieluńskiego i sieradzkiego). Eksploatację złoża wstępnie planuje się na lata 2025–2045. Wydobyty węgiel będzie transportowany do elektrowni Bełchatów. Transport do elektrowni będzie najprawdopodobniej odbywał się za pomocą przenośników taśmowych.

## Transport

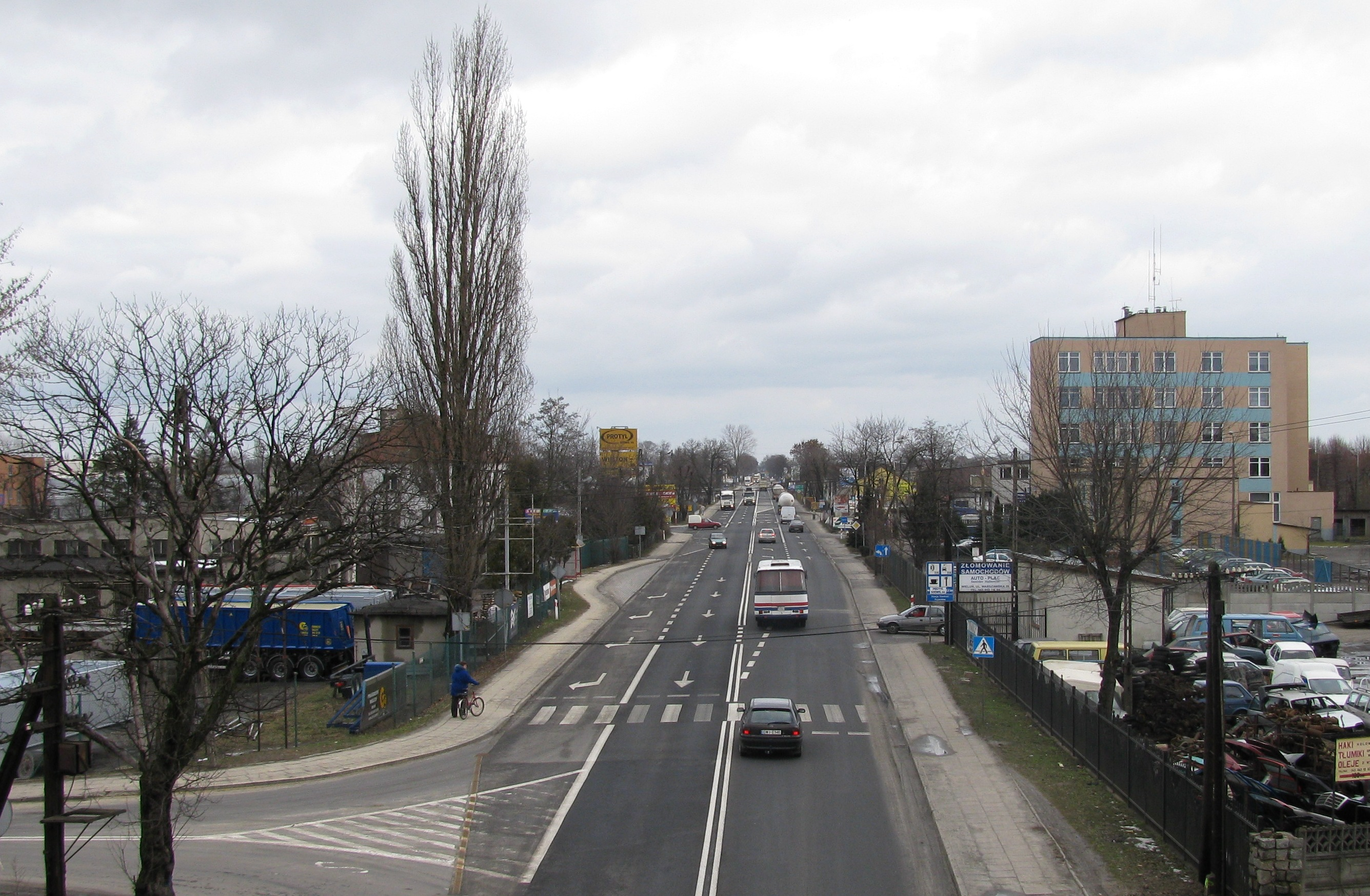
DW 488 na wylocie z Wielunia (fragment ul. Warszawskiej)

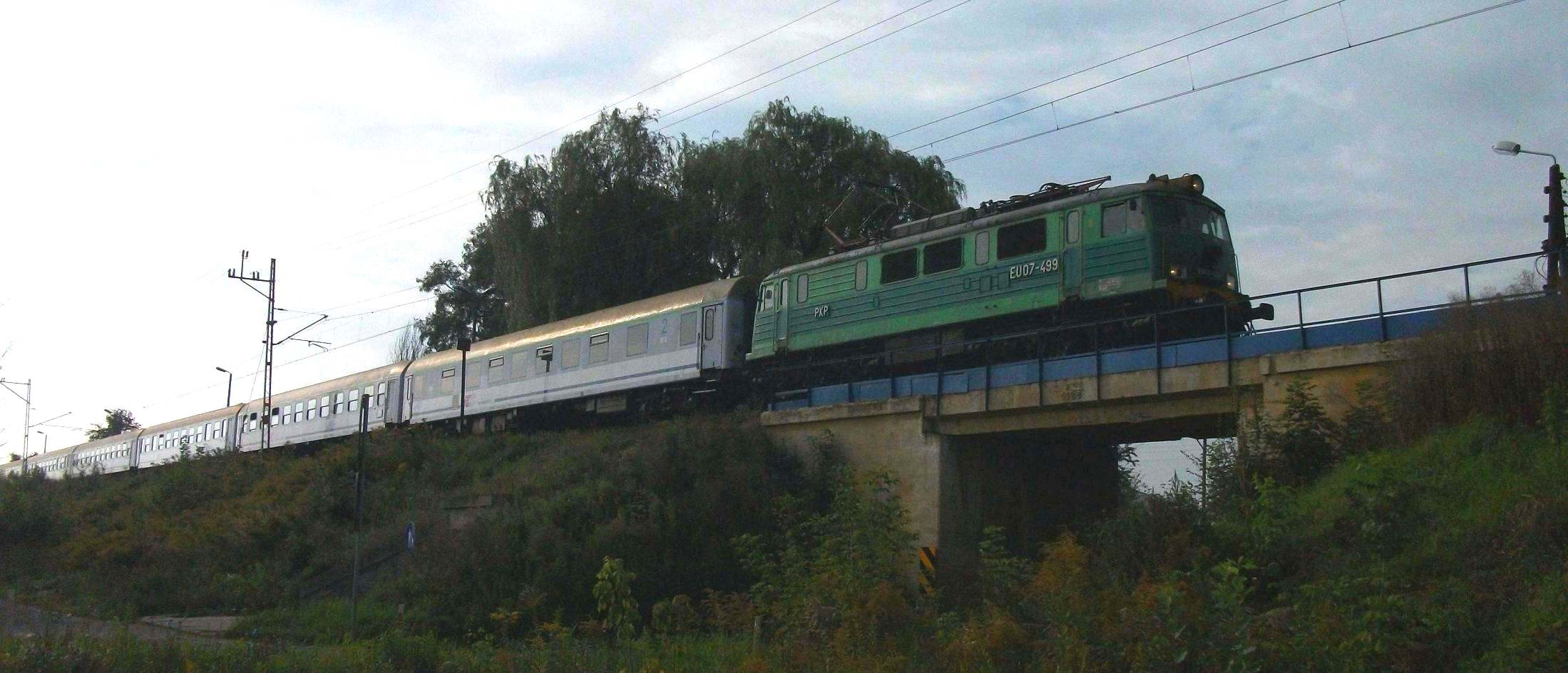
Pociąg relacji Kraków–Szczecin po ruszeniu ze stacji Wieluń Miasto wjeżdża na wiadukt nad ulicą Warszawską

### Transport drogowy
Przez powiat przebiegają drogi krajowe i międzynarodowa:
- droga krajowa nr 74 relacji: S8 – Wieluń (obwodnica) – Piotrków Trybunalski – Kielce – Zamość – granica państwa (UA)
- droga krajowa nr 43: Wieluń – Częstochowa
- droga krajowa nr 45: Racibórz – Opole – Kluczbork – Wieluń – Złoczew – (Poznań/Łódź)

oraz wojewódzkie:
- nr 481: Wieluń – Łask – (Łódź)
- nr 486: Wieluń – Działoszyn – (Radomsko)
- nr 488: DK74 – Wieluń – DK74.

W 2017 roku została oddana do użytku obwodnica północna Wielunia w ciągu drogi krajowej nr 74. Przez obrzeża powiatu przebiega także odcinek drogi ekspresowej S8.

#### Komunikacja PKS
Komunikację z okolicą oraz z całym krajem zapewnia PKS Wieluń oraz wybudowany w 1976 dworzec autobusowy, obsługujący również komunikację międzynarodową.

### Transport kolejowy
Przez powiat przebiega również wybudowana w 1926 roku linia kolejowa nr 181 (relacji Kępno – Wieluń – Herby Nowe). Obecnie na terenie powiatu zlokalizowane są cztery działające stacje i przystanki kolejowe: Wieluń Dąbrowa, Wieluń, Pątnów Wieluński oraz Dzietrzniki.
Do końca lat 80. XX wieku funkcjonowała Wieluńska Kolej Dojazdowa, która łączyła Wieluń z Praszką.

## Współpraca międzynarodowa
Powiat w 1999 roku zawarł umowy partnerskie z chorwackimi miejscowościami: Karlobag, Senj, Novalija, a w 2010 z niemieckim miastem Ochtrup.

## Starostowie wieluńscy
Na podstawie źródła:
- Mieczysław Łuczak (1 stycznia 1999 – 18 października 2005)
- Andrzej Paweł Stępień (18 października 2005 – 23 listopada 2018)
- Marek Stanisław Kieler (23 listopada 2018 – 6 maja 2024)
- Maciej Patrycjusz Bryś (6 maja 2024 – nadal)